# William Vincent Lucas
William Vincent Lucas (ur. 3 lipca 1835, zm. 10 listopada 1921 w Santa Cruz w Kalifornii) – amerykański polityk związany z Partią Republikańską.
W latach 1893–1895 przez jedną dwuletnią kadencję Kongresu Stanów Zjednoczonych był przedstawicielem drugiego okręgu wyborczego w stanie Dakota Południowa w Izbie Reprezentantów Stanów Zjednoczonych.